# Chord (Mathematik)

Definition der Chord-Funktion am Einheitskreis, zum Vergleich Sinusfunktion

Chord (von chorda, lat. Sehne) ist eine heute ungebräuchliche mathematische Funktion, die einen Winkel auf die zugehörige Sehnenlänge am Einheitskreisbogen abbildet.

## Berechnung
Wie die heute gebräuchlichen trigonometrischen Funktionen setzt auch chord ein Längenverhältnis am Kreis mit beliebigem Radius zu einem Winkel in Beziehung, nämlich das Verhältnis von Sehnenlänge {\displaystyle s} und Kreisradius {\displaystyle r} zum Winkel {\displaystyle \alpha }, den der Mittelpunkt dieses Kreises mit den Endpunkten der Sehne einschließt. Es gilt:
{\displaystyle s/r=\operatorname {chord} (\alpha )=2\cdot \sin(\alpha /2)}
Heutzutage wird {\displaystyle \operatorname {chord} } sehr selten benutzt, entsprechende Stellen werden gemäß vorstehender Gleichung mit der Sinusfunktion ausgedrückt.
Wie für die heute gängigen Winkelfunktionen {\displaystyle \sin ,\cos ,\tan } wurden früher auch für die Chord-Funktion Tafelwerke benutzt, in denen zu bestimmten Winkeln in Gradeinheiten vorberechnete Werte des Chord-Funktionswertes nachgeschlagen werden konnten und umgekehrt.
Mit obiger Beziehung zwischen {\displaystyle \operatorname {chord} } und {\displaystyle \sin } lässt sich eine Chordentafel zusammenstellen:
| α        | 0°     | 10°    | 20°    | 30°    | 40°    | 50°    | 60°    | 70°    | 80°    | 90°    | … | 180°   |
| chord(α) | 0,0000 | 0,1743 | 0,3473 | 0,5176 | 0,6840 | 0,8452 | 1,0000 | 1,1472 | 1,2856 | 1,4142 | … | 2,0000 |

Solche Chordentafeln waren schon im Altertum bekannt. Die erste wird dem griechischen Astronomen Hipparchos von Nicäa zugeschrieben, ihre Teilung betrug 7,5°. Ferner wurden Proportionalzirkel mit Chordenskalen versehen, die ein einfaches geometrisches Konstruieren erlaubten. Chordenskalen wurden bis ins 19. Jahrhundert in der Landvermessung zur Verbesserung der Messgenauigkeit beim katoptrischen Zirkel eingesetzt, der nach dem gleichen Prinzip wie der Spiegelsextant funktioniert.